# Радельхиз I (князь Беневенто)
Радельхиз I, или Радельгиз I (итал. Radelchi I, лат. Radelchis I, умер в 851) был казначеем, затем — князем Беневенто с 839 года, когда он присвоил трон после убийства (скорее всего, по его подстрекательству) Сикарда Беневентского и заключения в тюрьму брата Сикарда, Сиконульфа.

## Биография
Согласно Chronica S. Benedicti Casinensis, гастальд Капуи, Ландульф Старый, бывший союзником Сикарда, освободил заключенного в тюрьму Сиконульфа и, при поддержке Гвефера Салернского, главой семьи Дауфериди из Салерно, доставил его в тот город для того, чтоб провозгласить его князем в противовес Радельхизу. Это стало началом гражданской войны, которая продолжалась более десятилетия.
В 841 году, Радельхиз нанял намников-сарацинов, как это сделал Андрей II Неаполитанский четырьмя годами ранее. Наемники разграбили Капую, заставив Ландульфа основать новую столицу невдалеке, на холме Трифлиско. Сиконульф ответил на это наймом своей собственной банды сарацинов. Грабежи двух христианских правителей и их сарацинских помощников так волновали короля Италии, Людовика II, что когда он был коронован соимператором в 850 году, он немедленно принялся за усмирение Южной Италии. В 851 году он заставил Радельхиза и Сиконульфа заключить мир и изгнал сарацинов из Беневенто (воинов из Барийского эмирата, которых Радельхиз успешно обманул). Он навсегда разделил княжество. Радельхиз прожил после этого недолго и ему наследовал его сын Радельгар.